# Мерксхайм
Мерксхайм (нем. Merxheim) — община в Германии, в земле Рейнланд-Пфальц. 
Входит в состав района Бад-Кройцнах. Подчиняется управлению Бад Зобернхайм.  Население составляет 1450 человек (на 31 декабря 2010 года). Занимает площадь 17,05 км².